# Arte cartaginés
El arte cartaginés es la denominación historiográfica del arte de la civilización cartaginesa, tanto el de Cartago como el sus colonias o de las colonias fenicias una vez desaparecida Fenicia y con la nueva influencia del estado púnico.
Cartago era la principal colonia fenicia, beneficiada por su posición central en el Mediterráneo. La bibliografía suele utilizar los adjetivos «semita» y «púnico» para referirse tanto a fenicios como a cartagineses. Para la producción artística de Fenicia, suele emplearse el término arte fenicio.
Desde la fundación en el siglo IX a. C. hasta el siglo VI a. C. (caída de Fenicia), el arte cartaginés estuvo muy influido por el arte fenicio. A partir del siglo V a. C. las influencias vienen directamente de los pueblos griegos.
Los cartagineses no destacaron en las artes ni las desarrollaron sino que heredaron las fenicias, cuya característica principal era la falta de elementos distintivos, como resultado de crear una cultura mixta con características de los diversos pueblos con los que mantenían su comercio, de Egipto, de Asiria, del Asia Menor y de Grecia. Los cartagineses crearon sus primeras obras de arte recreando los caracteres distintivos de la tradición fenicia de un modo grosero. Las relaciones de los cartagineses con los griegos introdujeron gradualmente entre ellos las artes helénicas, siendo muchas veces realizadas por artistas griegos. Se tiene constancia de que fueron helenos los que diseñaban las monedas púnicas que se acuñaban desde el siglo V a. C.

## Galería

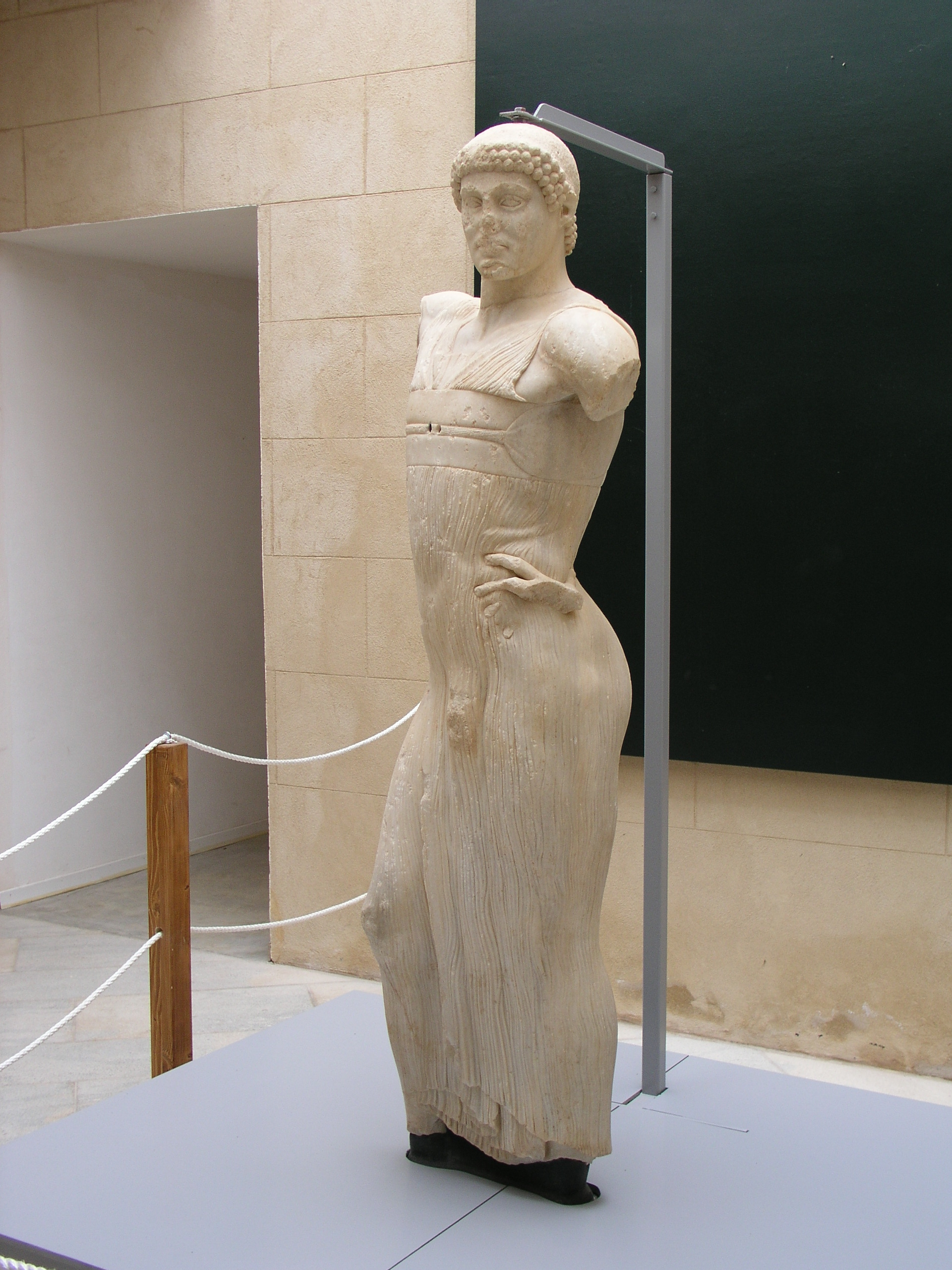
Efebo de Motia (s. V a. C.). Posiblemente esculpida por griegos en territorio púnico.
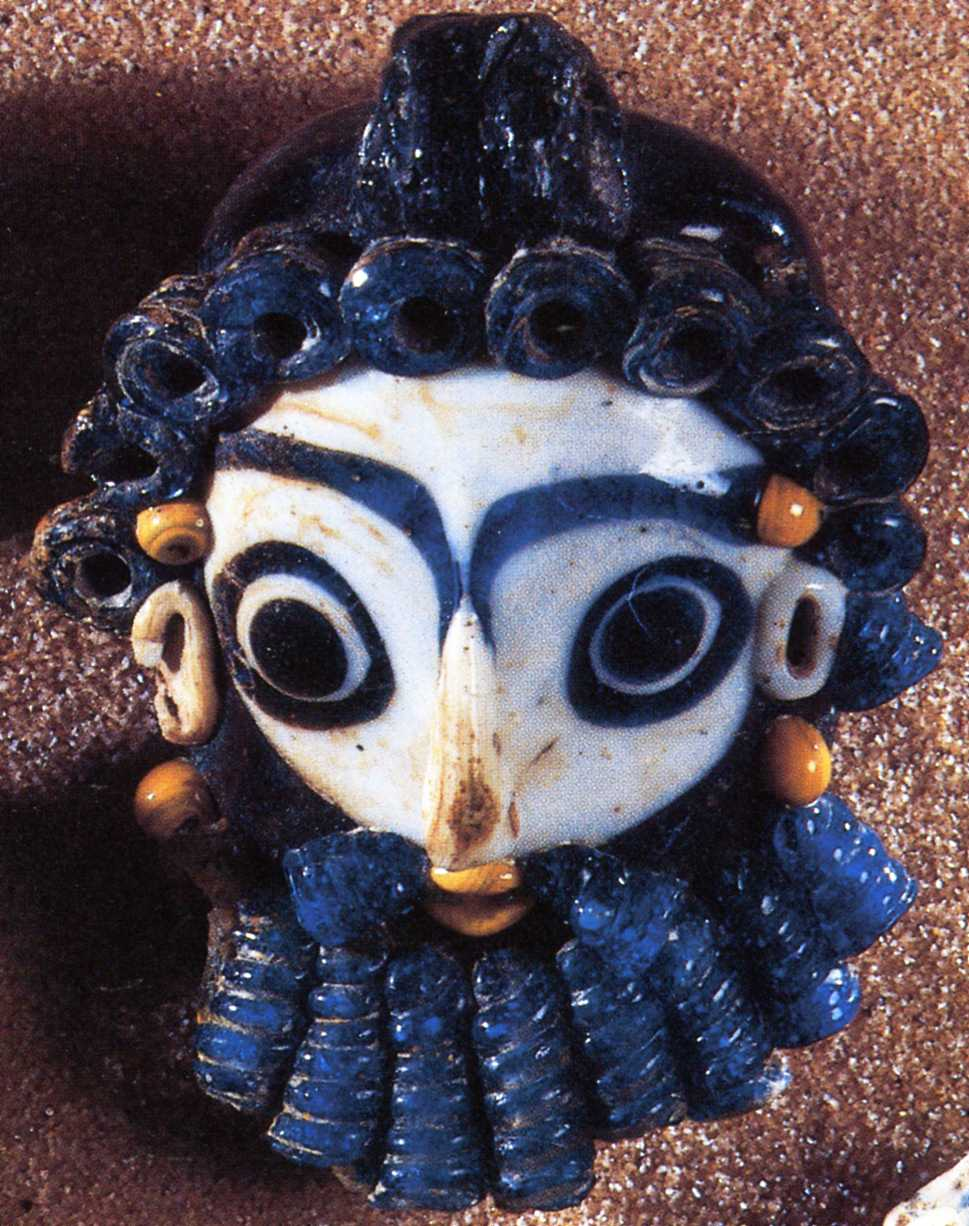
Amuleto púnico con forma de cabeza con barba (s. IV o s. III a. C.).
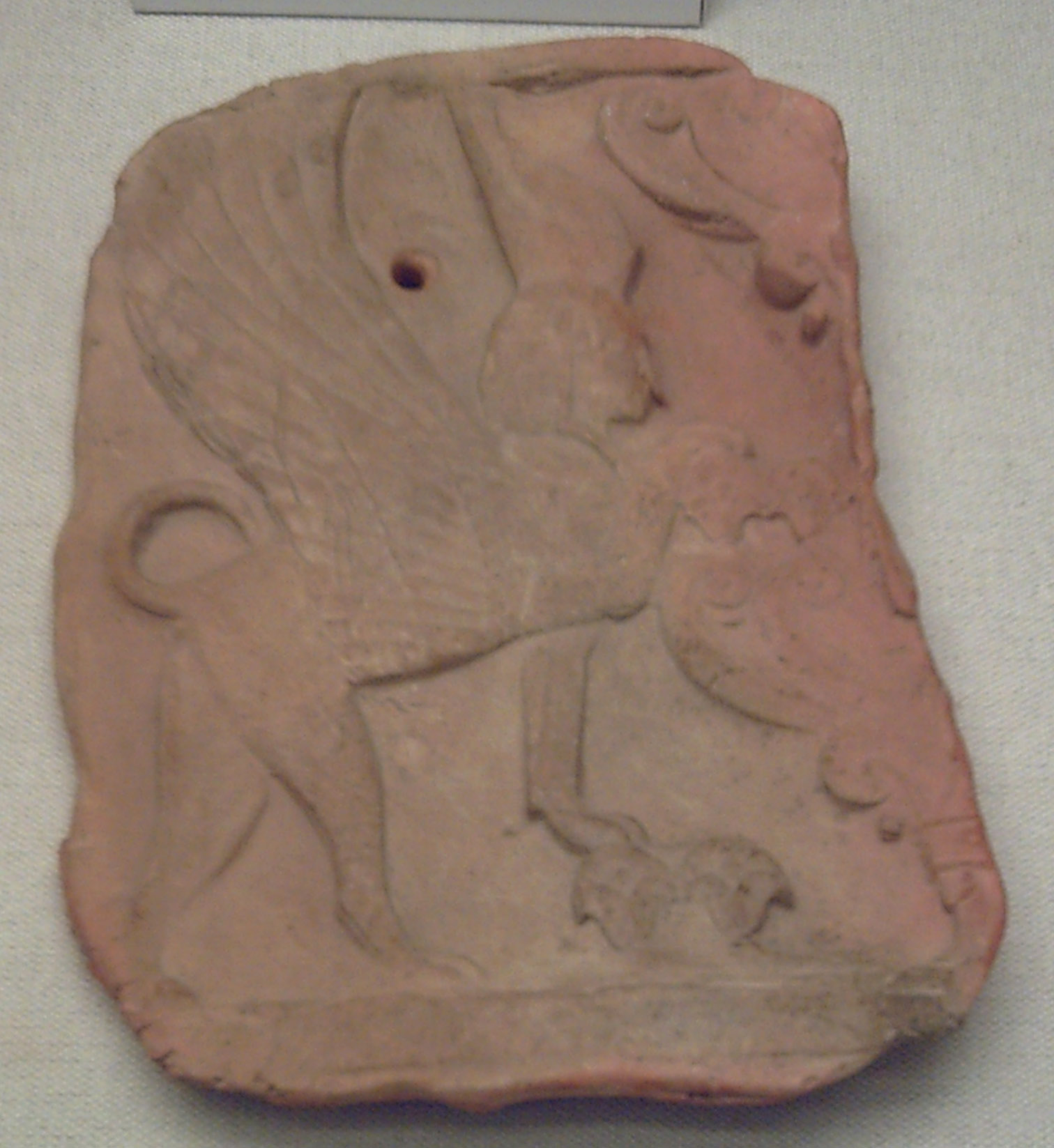
Placa con esfinge (s. VI a. C.). Arcilla. Necrópolis cartaginesas en Ibiza.
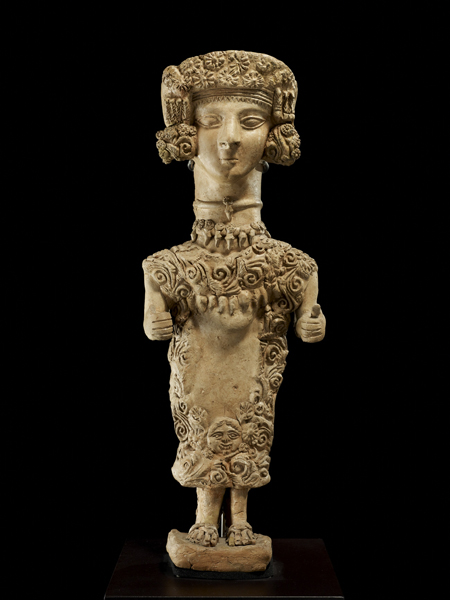
Dama de Ibiza (s. IV-III a. C.). Necrópolis cartaginesa de Puig des Molins (MAN, Madrid).
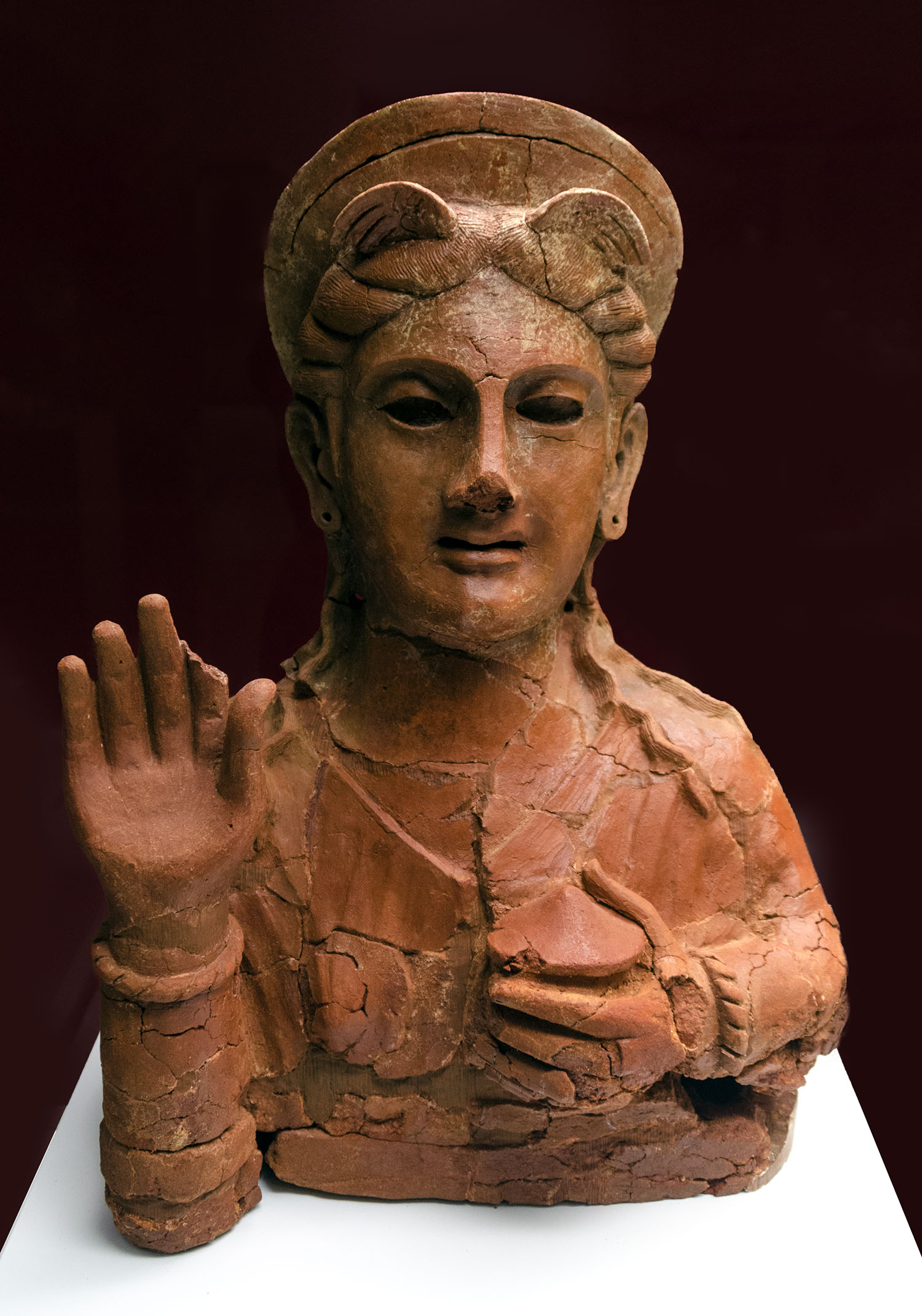
Museo de Cádiz (España).
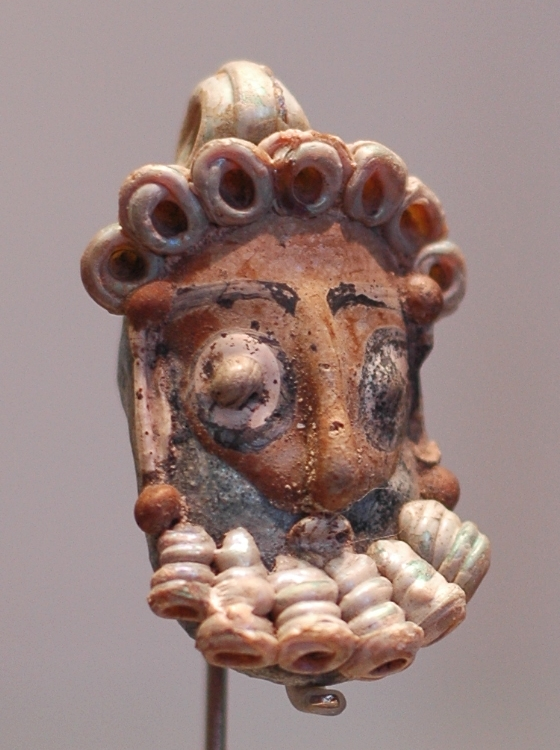
Cabeza escultórica púnica (ss. IV-III a. C.), procedente de Cartago (Túnez).